# 聖母子とフィリップ・ド・クロイの二連祭壇画
| 『聖母とフィリップ・ド・クロイの二連祭壇画』。 |  | 『聖母とフィリップ・ド・クロイの二連祭壇画』。 |
| 『聖母とフィリップ・ド・クロイの二連祭壇画』。 |  |                                                |

『聖母子とフィリップ・ド・クロイの二連祭壇画』（せいぼしとフィリップ・ド・クロイのにれんさいだんが、英: Diptych of Philip de Croÿ with The Virgin and Child）は、初期フランドル派の画家ロヒール・ファン・デル・ウェイデンが1460年ごろに制作した祭壇画である。油彩。左翼パネルに聖母子を、右翼パネルにフィリップ・ド・クロイ（1435年-1511年）の肖像画を描いている。両板絵ともにファン・デル・ウェイデンへの帰属と制作年代に疑問の余地はなく、二連祭壇画の両翼として制作されたのちに、確証はないがある時期に解体された。それはおそらくオランダ絵画が流行遅れになった18世紀後半または19世紀初頭と考えられている。聖母マリアの翼の説明に適合する二連祭壇画は、フィリップ・ド・クロイの子孫にあたるアレクサンドル・ダレンベルグ（Alexandre d'Arenberg）が所有する1629年の絵画目録に記載されている。ド・クロイの肖像画の裏面には一族の紋章と1454年から1461年まで彼が使用していた称号が刻まれている。現在『聖母子』はカリフォルニア州サン・マリノのハンティントン・ライブラリーに、『フィリップ・ド・クロイの肖像』はアントウェルペン王立美術館に所蔵されている。
現在サン・マリノにある左翼は金地に聖母子が描かれている。これはビザンチン美術の聖母マリアのイコンやそこから派生したイタロ・ビザンチン様式の影響である。右翼パネルには善良公と呼ばれたブルゴーニュ公フィリップ3世の侍従であり、メシイ公爵であったフィリップ・ド・クロイの肖像が描かれている。ド・クロイはこの肖像画が描かれた当時は25歳ごろと考えられ、彼のカットされた髪型から作品のおおよその年代が推定されている。
ファン・デル・ウェイデンは、ド・クロイのより落ち着いた通常の平らな背景とは対照的な金色の背景を左翼パネルに与えることで、聖母がこの世のものとは思えない姿で寄進者の前に出現するというアイデアを強調している。画家はさらに幼児のイエス・キリストに遊びが大好きな子供の仕草を与えることで、人間と神のつながりを確立している。幼児のキリストはファン・デル・ウェイデンの他の聖母子を描いた二連祭壇画と同様に寄進者の方を向いている。一方、幼児の手はまるで左側の寄付者とつながりを作るかのように伸びている。美術史家マーサ・ウルフ（Martha Wolff）はこの身振りの意味を、おそらく（ド・クロイのように）母子の前で二連祭壇画を礼拝している実際の鑑賞者とのつながりを拡張することであると示唆している。

## 作品
ファン・デル・ウェイデンは1436年にブリュッセル市の公式画家に任命されて以降、世俗的な肖像画と寄進者の肖像画の両方で非常に人気がある画家となった。ファン・デル・ウェイデンの現存するキャリア中期の作品群は主に単体の宗教作品と三連祭壇画だが、1460年ごろまでに彼の評判と作品の需要が高まったため、依頼に集中していたようである。本作品は、聖母子の向かい側にパトロンの肖像画を組み合わせた4点の二連祭壇画のうちの1つである。いずれの作品でも、左翼パネルに半身丈の男性のパトロンが祈りの中で手を組むという象徴的なモチーフで描かれている。キリスト教では右側を神と並ぶ「名誉ある場所」として尊重されていることを反映し、聖母子は常に右側に位置されている。同様に寄進者の肖像画は常に平坦で暗く目立たない背景であるのに対し、聖母子は明るく照らされた金色あるいはわずかに褐色がかった濃い金色の背景に設定されている。ファン・デル・ウェイデンは寄進者の肖像画のために二連祭壇画の形式を初めて使用し、16世紀半ばまで続くことになる慣習を確立した人物として広く認められている。彼は寄進者の半身像と聖人の半身像を組み合わせた最初の人物である。聖母を描いた板絵との組み合わせは、あたかも寄進者のまえに聖母のヴィジョンが現れるかのように見えた。
ド・クロエの肖像画の左上にあるモノグラフは決定的に解釈されていないが、彼のコレクションにあったことが知られる写本の紋章と非常によく似ている。ド・クロイはフィリップ善良公と同様に教養ある人物であり、視覚芸術に強い関心を持ち、後援者および収集家でもあった。ド・クロイは軍人として、後に大使として活躍すると同時に、愛書家であり装飾写本のコレクターとしても知られていた。彼は有名な蔵書を収集した。聖母画の中に贅沢に刺繍された書物を描いたことは、ド・クロイを喜ばせる意図があったと考えられている。

### 聖母子

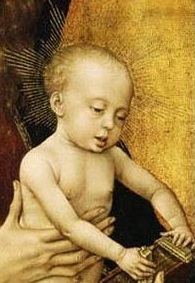
「聖母子」の一部。後光は頭部から放射する金色の光線で示されている。

15世紀初頭、聖母マリアはカトリック信者の間で神と人間との間をとりなすことができる存在として、その重要性を増していった。それぞれの人間の魂が天国に入る前に通過しなければならない試練としての煉獄の概念は、その絶頂期にあった。各人が辺獄で苦しむ長さは、地上にいる間の献身に比例していると考えられていた。祈りは辺獄の時間を短縮する最も明白な手段であった一方、より裕福な人々は教会や増築、芸術作品、あるいは敬虔な肖像画の制作を依頼することで代替していた。聖母は福音書ではあまり描写されていないが、ほとんどが無原罪の御宿りと聖母被昇天の考えに基づいて構築されている、13世紀から増大する信仰を発展させた。したがって、聖遺物を崇拝する文化では聖母はおそらく形ある聖遺物を何も残しておらず、天国と人間の間で特別な地位を占めている。
この時期に聖母の周囲で発展した畏敬の念は、献身的な態度を示した発注者とともに寄進者の肖像画に対する高い需要につながった。ファン・デル・ウェイデンは「奇跡」の実用的な絵画とし、当時イタリアで人気があったビザンチン美術のイコンの様式と色彩を反映した、半身像の聖母画でこれに応えた。この形式は北部で非常に人気があり、ファン・デル・ウェイデンの革新性は、聖母マリアとより一般的な信仰の二連祭壇画の後に、初期フランドル絵画の長く続いた形式として現れた主要な理由となった。
褐色がかった金色の背景に聖母マリアが幼児キリストを抱きかかえる姿が描かれている。彼女は暗いフード付きのクロークを着ているか、赤いドレスの上にヴェールをかぶっている。幼児は赤と黄色の装飾と刺繍が施されたクッションの上に不安定な足取りで立っている。彼は落ち着きがなく精力的に祈祷書の留め金をいじる様子が描かれている。聖母子いずれも、まるで光線のように放射される金色の後光が描かれている。聖母は後期ファン・デル・ウェイデンの聖母像に見られる理想化された顔の特徴の多くを共有し、オリーブ色の瞳、高い額、対称的なアーチ型の眉毛を持っている。
絵画は1892年にイギリス南東部の都市ブライトンの作家ヘンリー・ウィレットのコレクションの一部として初めて登場した。その後、パリのカン・コレクション（Kann collection）を経て、現在はカリフォルニア州サン・マリノのハンティントン・ライブラリーに展示されている。

### 肖像画

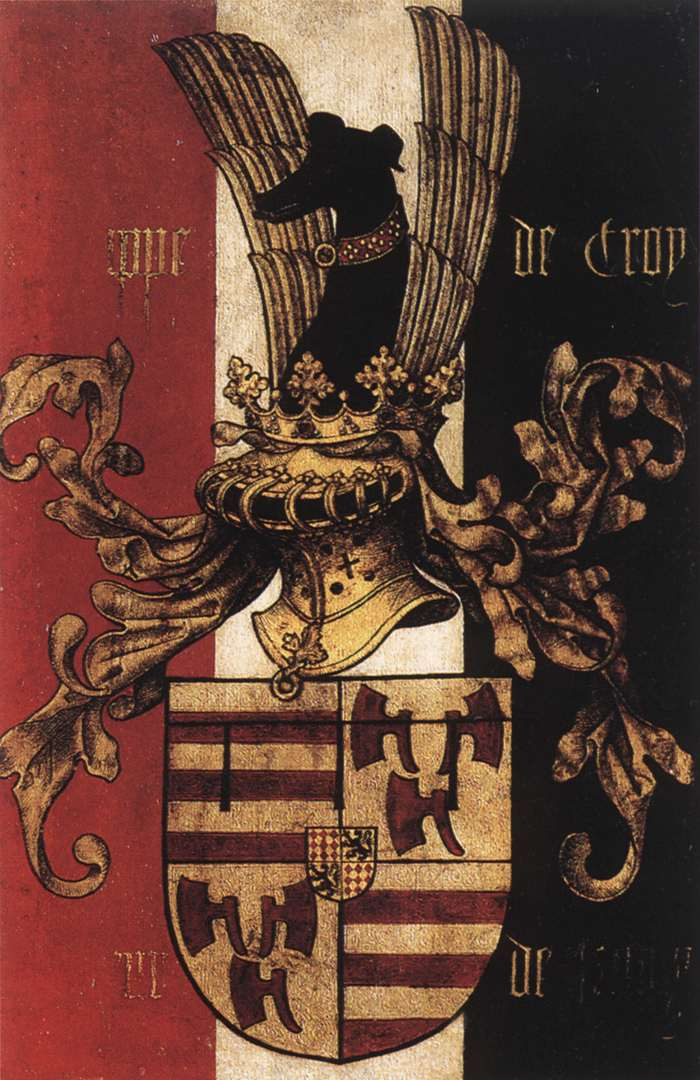
肖像画の裏側全体に描かれた紋章。

ド・クロイは半身像で示されている。彼は毛皮の裏地が付いた暗紫色のダブレットを身にまとい、祈りの中で手を組んでいる。彼は真珠のロザリオを親指と人差し指の間に持っている。ロザリオの宝石は彼に当たる光を反射している。紐の一端には金色の編み込みのタッセルが付いており、もう一方には金の十字架が付いている。肖像画は緑青のグレーズの薄い層の銀箔の上に置かれた襞のある緑色の布を背景に設定されている。品質、繊細さ、そして繊細さの背後にある職人技は、最近の修復で初めて明らかになった。以前はこの領域は蓄積された塵や埃の層によって覆われており、単純な暗い平面を背景に描かれていると考えられていた。背景はまだ明確には特定されていないモノグラフで装飾されているが、ド・クロイが所有していた写本には確かに同じものが出てくる。
ファン・デル・ウェイデンは洗練された敬虔な貴族の画像を提示しており、若いベルギー人の大きな鼻と突き出た顎を隠そうとすることでモデルを喜ばせている。芸術家は通常、細長い顔、繊細な指、その他のモデルが持って生まれることがなかった理想的な外見的特徴を描くことで肖像画に威厳を与えた。この傾向はド・クロイの強い顎と彫刻された鼻の描写に見られる。
耳の下のハイカットはヤン・ファン・エイクの1935年ごろの『宰相ロランの聖母』（De Maagd van kanselier Rolin）でニコラ・ロランが着用していたものに似ているが、ド・クロイのサイドカットはそこまで厳格でも目立っているでもなく、数年前には斬新すぎる長めのフリンジが伴っている。これはモデルがブルゴーニュ人であり、外国人訪問者ではないことを想定している。翼の外側にある特徴的な紋章と、彼の尖った北欧風の顔立ちはこの可能性に反論している。

## ギャラリー
ロヒール・ファン・デル・ウェイデンの他の二連祭壇画

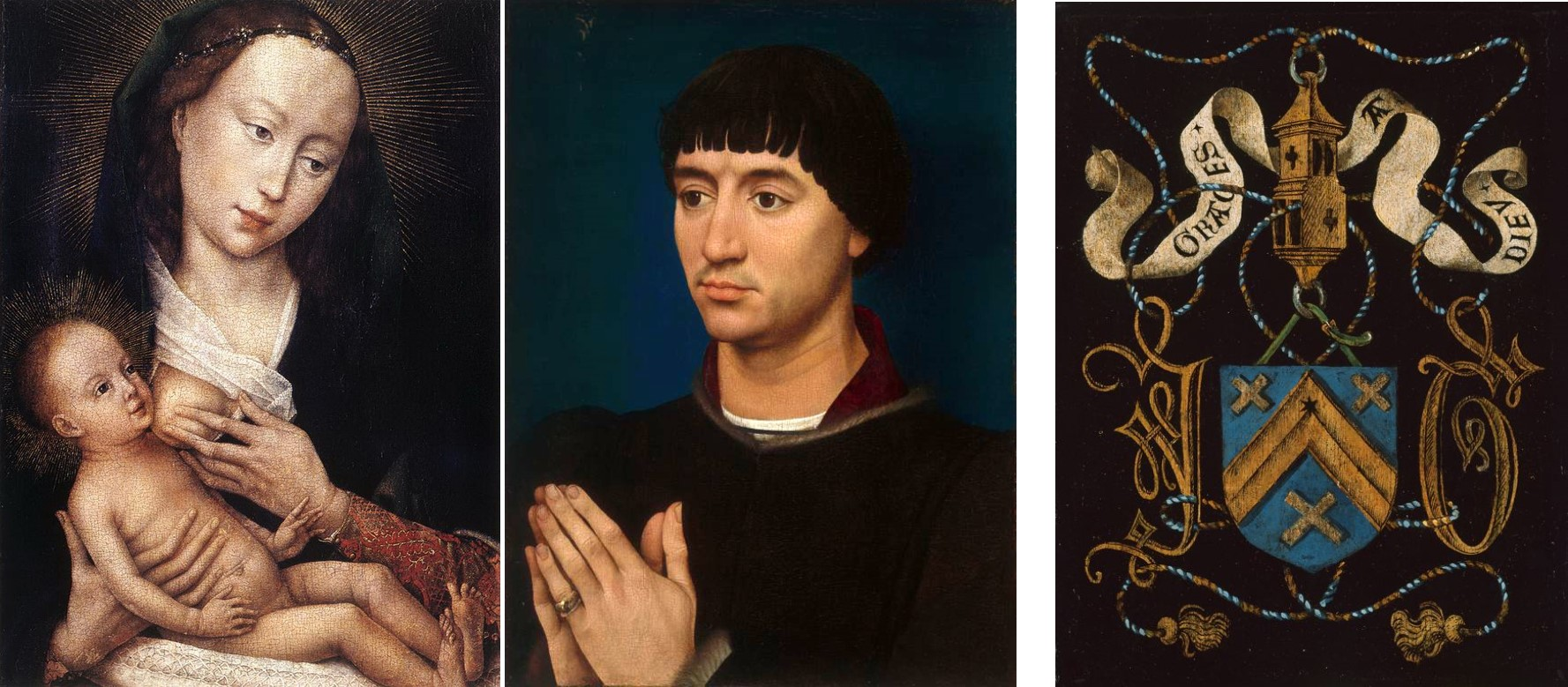
ロヒール・ファン・デル・ウェイデン『聖母子とジャン・ド・グロの二連祭壇画』1450年ごろ トゥルネー美術館およびシカゴ美術館所蔵
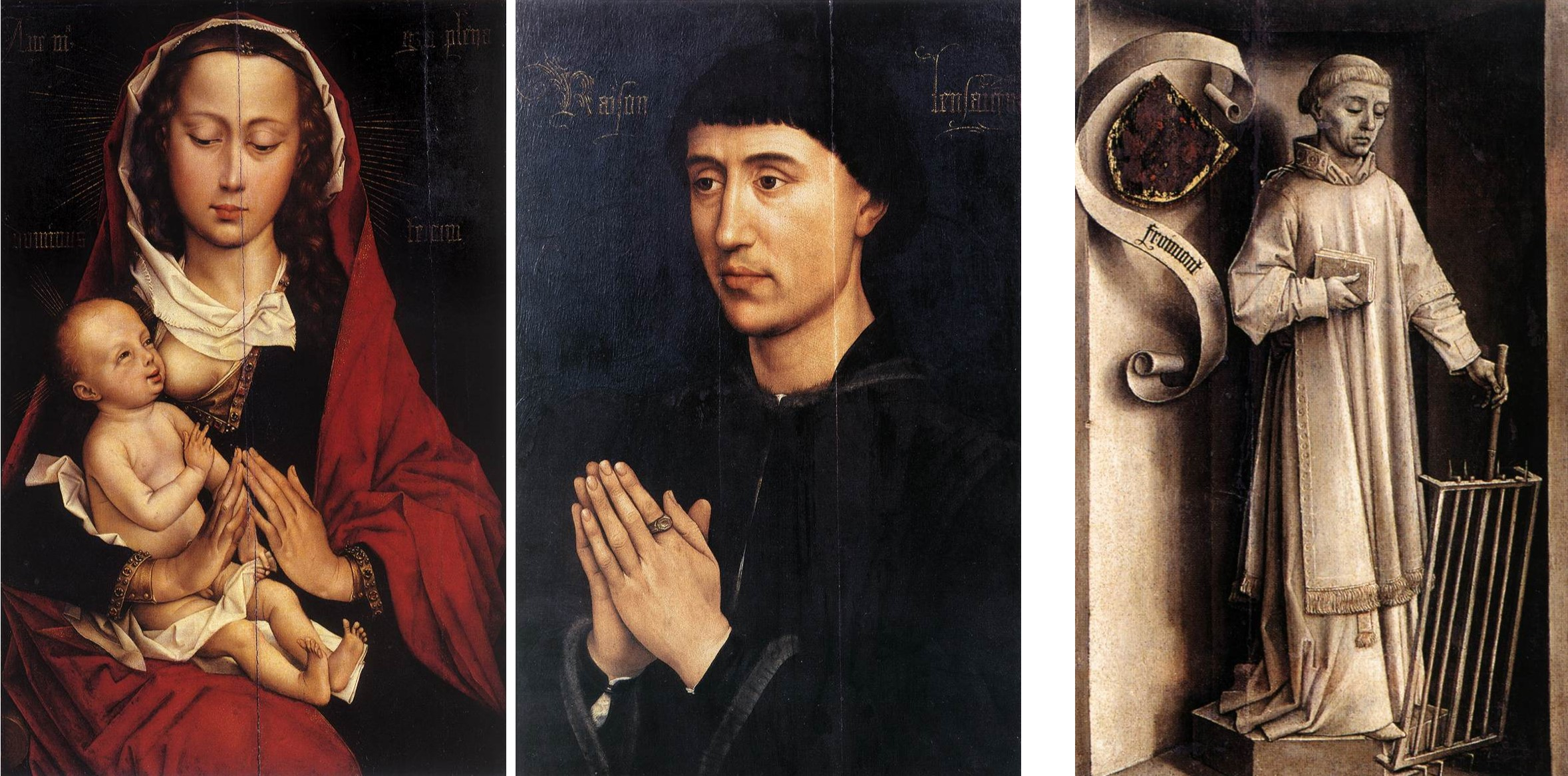
ロヒール・ファン・デル・ウェイデンあるいは工房『聖母子とローラン・フロワモンの二連祭壇画』1460年ごろ カン美術館（英語版）およびベルギー王立美術館所蔵